# Łucja Frey
Łucja Frey o Łucja Frey-Gottesman (Lviv, 3 de novembre de 1889 - 1942?) va ser una metgessa neuròloga polonesa, víctima de l'Holocaust. Va ser una de les primeres dones neuròlogues acadèmiques a Europa i és coneguda per haver descrit el mecanisme patològic de la síndrome auriculotemporal, que avui dia es coneix també com a síndrome de Frey.

## Biografia
Łucja Frey va néixer en una família jueva el 3 de novembre de 1889 a Lviv, ciutat que llavors formava part de l'Imperi Austrohongarès, des de 1914 de Polònia i avui dia d'Ucraïna. Els seus pares eren Szymon Symcha Frey, contractista d'obres, i la seva esposa, Dina Frey (nom de soltera, Weinreb). De 1896 a 1900 va assistir a una escola elemental cristiana benedictina i el 1907 va acabar els estudis secundaris a l'Institut Franciszek-Józef, on va estudiar com a alumna externa. Després va estudiar matemàtiques i filosofia amb el físic Marian Smoluchowski (1872-1917). De 1907 a 1912 va estar matriculada a la Facultat de Filosofia de la Universitat de Lviv i el 1913 va graduar-se. Quatre anys després va començar a estudiar medicina a la Universitat de Lviv, però la Guerra polonesoucraïnesa va obligar-la a interrompre els estudis durant un curs (1918-1919), que el va passar treballant al pavelló de neuropsiquiatria de l'Hospital de Lviv.
Després d'haver aprovat quatre semestres de la carrera de Medicina, va anar a Varsòvia per acabar els estudis i allà va treballar d'ajudant júnior en el Departament de Malalties Neurològiques que dirigia Kazimierz Orzechowski (1878–1942). Després d'obtenir la llicenciatura en medicina, el 2 de juny de 1923, i fins a 1928, va treballar d'ajudant sénior en el mateix Departament de Malalties Neurològiques. És possible que obtingués el doctorat el 1924 perquè els articles publicat a partir d'aquell any n'indiquen aquest títol. A finals de 1928 va tornar a Lviv per treballar a l'hospital de la comunitat jueva, i el 1929 es va casar amb un advocat de nom Mordechai (Marek) Gottesman, amb qui, l'any 1930 va tenir una filla, Danuta.
Després de les invasions nazi i soviètica de Polònia, el setembre de 1939, i l'ocupació subsegüent de Lviv, el seu marit va ser acusat d'activitats contrarevolucionàries i va ser detingut per la policia secreta soviètica (NKVD) i segurament va ser assassinat, perquè no se'n va saber mai més res. En 1941, quan les forces soviètiques van abandonar la ciutat i va ser ocupada per les tropes alemanyes, Łucja Frey. junt amb la seva família i uns 136.000 jueus, va ser obligada a traslladar-se al gueto, on va treballar a la clínica que hi havia. Se sap que el febrer de 1942 encara hi era i va rebre la seva targeta d'identitat amb el número 144. És molt probable que Łucja Frey fos assassinada juntament amb els seus pacients durant liquidació del gueto el 20 d'agost 1942 o que fos deportada al camp de concentració de Belzec i allà assassinada. També podria ser que hagués mort de tifus, atès que aquesta malaltia infecciosa va causar moltes morts i ella n'estava contínuament exposada a l'hospital on treballava en el gueto. Les persones que morien de tifus eren enterrades en fosses comunes a costat del cementiri jueu.
Hi ha moltes incerteses sobre la seva vida. Segons el testimoniatge que va fer a Yad Vashem Hedwa Balat, cunyada seva, Łucja Frey i Marek Gottesman haurien tingut també un fill nomenat Jakub, nascut el 1919. Tanmateix, no hi ha altres fonts que donin suport a aquesta tesi i la biògrafa de Frey ho considera molt improbable. Algunes dades dels últims anys es van conèixer per un formulari (Fragebogen) mèdic de quatre pàgines que els alemanys feien omplir als jueus per recollir-ne informació per lliurar-los el permís de treball. Todd W. Singer, advocat de Tulsa (Oklahoma), va comprar el formulari que va omplir Łucja Freyper per regalar-lo a la seva esposa, Kelley Singer, metgessa. En examinar-lo es van adonar que la dona que havia omplert aquell formulari havia descrit una malaltia que ara es coneix amb el seu nom. Es van posar en contacte amb un grup interconfessional jueu-cristià i així va començar una recerca en què van participar persones de diversos llocs, des de metges de la Universitat de Florida, estudiosos del Iad va-Xem, a Israel i el Museu Memorial de l'Holocaust dels Estats Units, al qual els Kelly van fer donació del Fragebogen. Si bé no s'ha pogut esbrinar quina va ser la fi de Łucja Frey, aquell document va permetre conèixer detalls de la seva que abans s'ignoraven.

## Treball científic
L'article de Frey sobre la síndrome auriculotemporal, ara coneguda com a «síndrome de Frey», és de 1923, el mateix any que va acabar els estudis de medicina. El va publicar primer a la revista polonesa Polska Gazeta Lekarska, i més tard, el mateix any, a la coneguda revista francesa Revue Neurologique. Va descriure el cas d'un pacient que després de rebre una ferida de bala a la regió parotidea, va començar a experimentar diversos símptomes durant la ingestió d'aliments, entre els quals sudoració facial i vermellor. En realitat, aquell article no va ser la primera descripció d'aquesta diversitat de símptomes. Abans que ella, ho havien tractat Kastremsky (1740), Duphenix (1757), Barthez (1806), Dupuy (1816), Brown-Sequard (1849), Baillarger (1853), Henle (1855), Bérard (1855), Bergounhioux (1859), Rouyer (1859), Botkin (1875), Parkes Weber (1897), New i Bozer (1922) i Lipsztat (1922). Brown-Sequard va descriure un cas en què el pacient era el seu pare i Henle va descriure el seu propi cas, quan, als cinc anys, després d'una parotidits va tenir les símptomes de vermellor i sudoració. Frey coneixia alguns dels treballs previs; de fet, en el seus primers articles de 1923 va citar Baillarger, Bergounhioux, Botkin, Rouyer i Lipsztat. Però les descripcions fetes abans, manquen d'una visió ampla de l'anatomia, patologia i mecanisme exacte de la sudació gustativa. L'article de Łucja Frey «Przypadek zespołu nerwu usznoskroniowego» («Le síndrome du nerf auriculo-temporal») es considera la primera descripció completa del fenomen. Frey va ser la primera que va reconèixer aquesta síndrome com un trastorn de les innervacions dels sistemes simpàtic i parasimpàtic, la baula que mancava per relacionar el fenomen de la ingestió d'aliment i estimulació gustativa amb la vermellor i sudoració facial i vermellor.
L'epònim «síndrome de Frey» va ser introduït a la literatura mèdica per Henryk Higier el 1926 i per Bassoe el 1932. En reconeixement de descripcions anteriors d'aquesta síndrome, de vegades se l'anomena síndrome de Baillarger, de Frey-Baillarger o de Dupuy.
A més aquest treball destacat, Frey va publicar articles sobre altres temes que va investigar, entre els quals els efectes de verins vegetals en la degeneració de la medul·la espinal, la topografia del tronc de l'encèfal, l'esclerosi lateral amiotròfica, la malaltia articular neuropàtica de Charcot (o artropatia neuropàtica), cists dels ventricles del cervell, tumors del clivus, tumors del lòbul frontal i tumors del còrtex retrosplenial.

## Reconeixement
Fins a 2004, només hi havia uns pocs articles biogràfics sobre la vida de Łucja Frey: en polonès, suec, i anglès. Aquestes publicacions repetien fets incomplets i escassos trets d'una monografia clàssica d'Herman Eufemiusz sobre neuròlegs polonesos. Encara que el 2004 se'n va publicar una biografia ben documentada, segueix havent-hi moltes incerteses sobre la seva vida. Per exemple, segons el testimoniatge que va fer a Yad Vashem Hedwa Balat, cunyada seva, Łucja Frey i Marek Gottesman haurien tingut també un fill nomenat Jakub, nascut el 1919. Tanmateix, no hi ha altres fonts que donin suport a aquesta tesi i la biògrafa de Frey ho considera molt improbable.
Algunes dades dels últims anys es van saber per un formulari (Fragebogen) mèdic de quatre pàgines que els alemanys feien omplir als jueus per recollir-ne informació per lliurar-los el permís de treball. Todd W. Singer, advocat de Tulsa (Oklahoma), va comprar el formulari que va omplir Łucja Frey per regalar-lo a la seva esposa, Kelley Singer, metgessa. En examinar-lo es van adonar que la dona que havia omplert aquell formulari era una metgessa que havia descrit una malaltia que ara es coneix amb el seu nom. Es van posar en contacte amb un grup interconfessional jueu-cristià i així va començar una recerca en què van participar persones de diversos llocs, des de metges de la Universitat de Florida, estudiosos del Iad va-Xem, a Israel i el Museu Memorial de l'Holocaust dels Estats Units, al qual els Kelly van fer donació del Fragebogen. Si bé no s'ha pogut esbrinar quina va ser la fi de Łucja Frey, aquell document va permetre conèixer detalls de la seva vida que abans s'ignoraven.